# ㄹ
ㄹ es un jamo del sistema de escritura coreano. En el estándar de Unicode recibe la codificación U+3139. Su nombre en coreano es rieul (리을).

## Descripción
Al inicio de la sílaba suena "r" y al final suena "l". Su nombre en coreano es : rieul (리을)

## Escritura

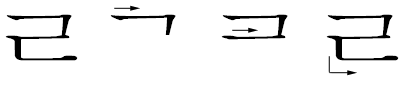
ㄹ (rieul) orden de los trazos